# Antonio Federighi

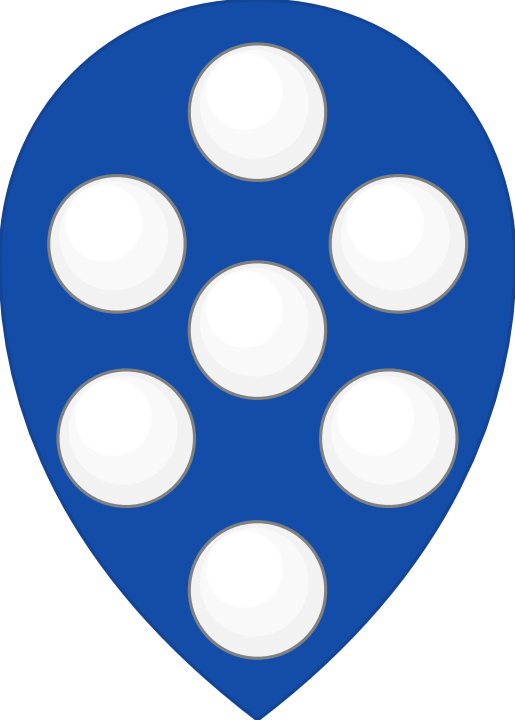
Armoiries de famille Federighi.

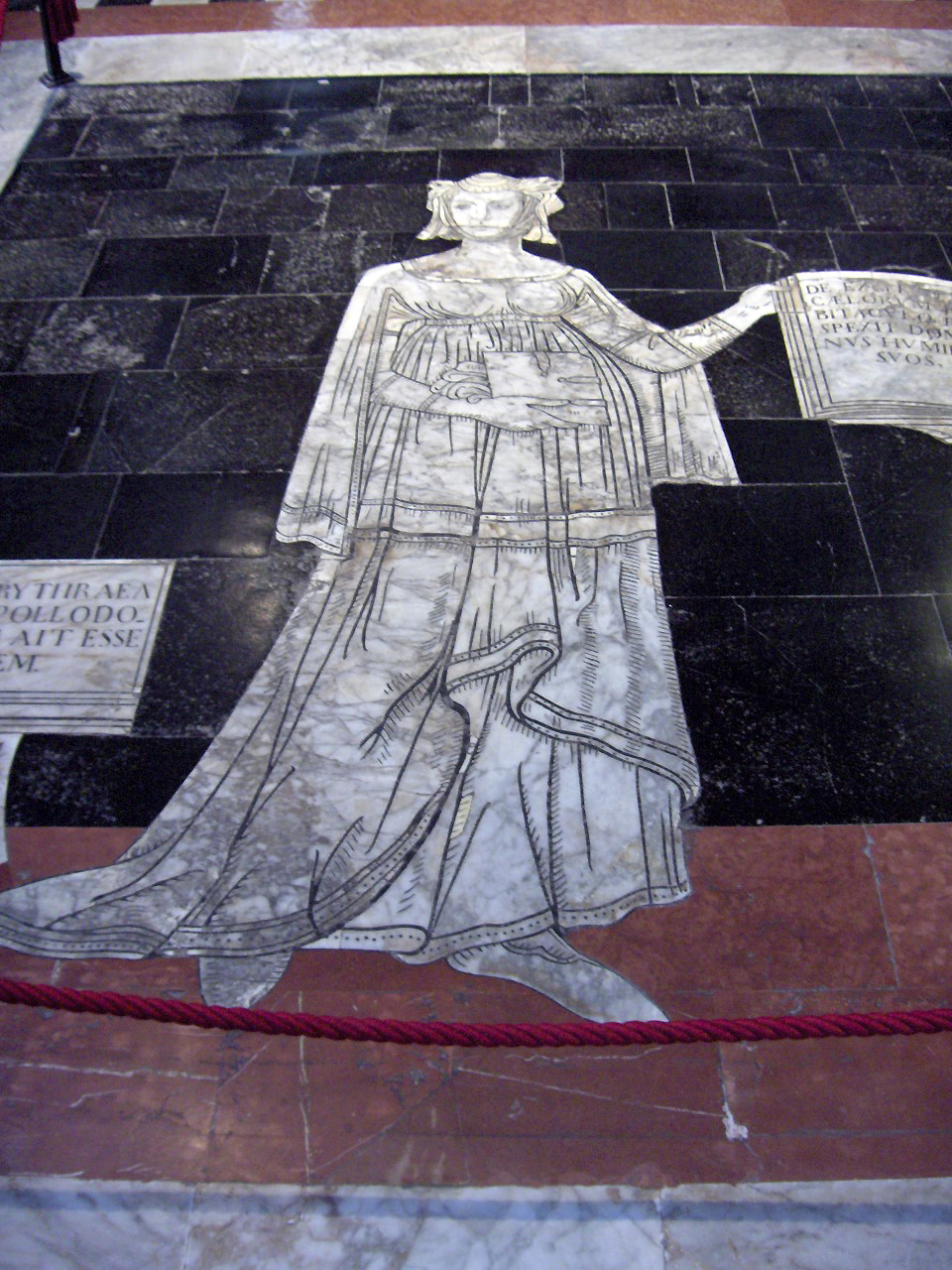
La Sibylle d'Érythrée du pavement du duomo de Sienne.

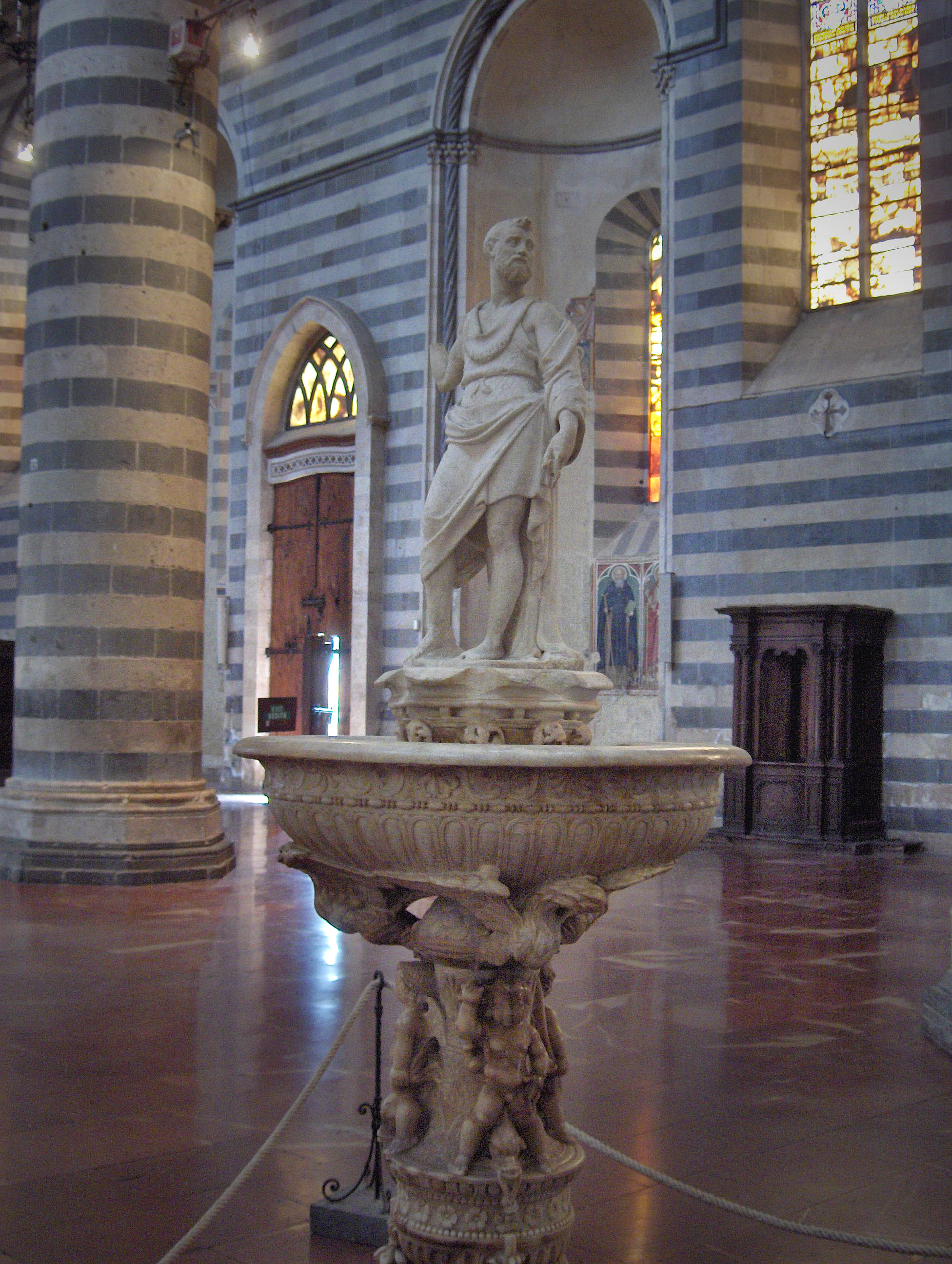
Bénitier au duomo d'Orvieto.

Antonio Federighi (Sienne, 1411 – Sienne, 1490) est un architecte et sculpteur siennois du Quattrocento.

## Biographie
Antonio Federighi est documenté au Duomo de Sienne comme sculpteur entre 1439 et 1440, puis comme assistant de Jacopo della Quercia dont le style l'influença. En 1448, il fut nommé chef du chantier de l'Œuvre du Duomo, avec Pietro di Tommaso del Minella (it), et en 1451 il intervient sur les marqueteries de pierre du sol du Duomo.
On le retrouve dans le chantier du Duomo d'Orvieto jusqu'en 1456.
Revenu à Sienne il sculpte les statues de la Loggia della Mercanzia et intervient au Palazzo dei Diavoli, près de la Porta Camellia, en ajoutant, entre autres, la bizarre tour cylindrique.
Vers l'année 1460, il se rend à Rome, pour soumettre à son concitadin Piccolomini devenu le pape Pie II, son projet d'une loggia (la dite « Loggia del Papa ») en son honneur à Sienne, qu'il édifie en 1462-1463 ; dans la même période, il édifie le Palazzo delle Papesse.
En 1464, il termine les sièges de marbres de la Loggia della Mercanzia, et en 1466 deux bénitiers pour la cathédrale. En 1468-1470 il intervient sur le couronnement de la Cappella di Piazza du Campo, avec ses étranges sculptures. Plusieurs autres travaux lui sont attribués comme le gisant de Saint Bernardin de Sienne (conservé à Bologne).
On lui doit l'unique œuvre profane de tout le Quattrocento à Sienne : une statue de Bacchus, conservée au siège de la Monte dei Paschi di Siena.

## Œuvres
À Sienne
- Sièges de marbre et statues de trois anciens saints protecteurs de la ville : San Savino, Sant'Ansano et San Vittore, Loggia della Mercanzia ;
- Sculptures de la chapelle principale, Basilique Saint-François ;
- Décorations du couronnement de la Cappella di Piazza du Palazzo Pubblico, place Il Campo ;
- Statue des fonts baptismaux octogonaux du Baptistère San Giovanni.
- Statue de bois de saint Nicola de Bari au Palazzo Pubblico ;
- Une statue de Bacchus, conservée au siège de la Monte dei Paschi di Siena ;
- La sibylle Érythréenne du pavement du Duomo (1482).

## Sources
- (it) Cet article est partiellement ou en totalité issu de l’article de Wikipédia en italien intitulé « Antonio Federighi » (voir la liste des auteurs).